# Deutsches Institut für Urbanistik
Das in Berlin ansässige Deutsche Institut für Urbanistik (Difu) ist das größte wissenschaftliche Institut in Deutschland, das sich mit kommunalen Themenfeldern beschäftigt.

## Struktur
Gegründet wurde das Difu 1973 in Berlin auf Initiative des Deutschen Städtetages. Es wird als Gemeinschaftseinrichtung durch den Bund, das Land Berlin und mehr als hundert deutsche Städte, Regional- sowie Umlandverbände und Planungsgemeinschaften getragen. Alleiniger Gesellschafter des als Gemeinnützige GmbH geführten Instituts ist der Verein für Kommunalwissenschaften e. V., dessen Mitglieder vom Deutschen Städtetag und dem Land Berlin benannt werden.
Bis Ende 2009 hatte das Difu seinen Sitz im Berliner Ernst-Reuter-Haus, seit Anfang 2010 ist der Hauptsitz des Instituts in der Zimmerstraße in der Nähe des Checkpoint Charlie. Die Außenstelle in Köln, in der ein Großteil des Forschungsbereichs Umwelt untergebracht ist, befindet sich in der Gereonstraße, unweit der Kirche St. Gereon, einem der ältesten Sakralbauten Deutschlands.
Das gemeinnützige und unabhängige Institut untersucht in Forschungsvorhaben kommunalpolitische Fragestellungen und Forschungsthemen. Es erarbeitet darüber hinaus Empfehlungen und Grundlagen für die Arbeit der kommunalen Verwaltungen und der Kommunalpolitik.
Eine weitere zentrale Aufgabe des Difu ist die Fortbildung vorrangig kommunaler Führungskräfte in Form von praxisorientierten Seminaren, Forschungsseminaren, Workshops, Konferenzen oder Fachtagungen an institutseigenen Standorten oder vor Ort in den Kommunen. Neben der Wissensvermittlung steht hier der Erfahrungsaustausch im Vordergrund.
Das Difu ist in einer flachen Hierarchie organisiert, neben der Institutsleitung existieren Forschungs- und Servicebereiche, in denen die Forschungs-, Fortbildungs- und Informationsaktivitäten gebündelt sind:
- Forschungsbereich Stadtentwicklung, Recht und Soziales
- Forschungsbereich Infrastruktur, Wirtschaft und Finanzen
- Forschungsbereich Mobilität
- Forschungsbereich Umwelt
- Bereich Fortbildung
- Bereich Wissensmanagement

Direkt der Institutsleitung angegliedert sind die Stabsstellen Presse- und Öffentlichkeitsarbeit, Redaktion sowie die allgemeine Verwaltung.
Beraten wird das Institut von einem wissenschaftlichen Beirat. Er berät die Geschäftsführung und die Gesellschafterversammlung in fachlicher Hinsicht, vor allem im Hinblick auf Angelegenheiten, die von besonderer Bedeutung für die fachliche und wissenschaftliche Arbeit des Instituts sind, insbesondere das Arbeits- und Fortbildungsprogramm, Projekte und Produkte, die Leitlinien der fachlichen Tätigkeit der Gesellschaft sowie die langfristige strategische Ausrichtung und Entwicklung der Gesellschaft.

## Wissensvermittlung
Das Difu vermittelt sein Wissen neben seinen Fortbildungsaktivitäten auch anhand zahlreicher Print- und Digitalpublikationen, Maßnahmen der Presse- und Öffentlichkeitsarbeit, seinen umfangreichen Internetauftritt sowie über Social-Media-Kanäle (via Facebook seit 2011 und Twitter seit 2020). Das Institut stellt den Kommunen außerdem über die Datenbank Orlis Informationen zur Verfügung und dokumentiert darin zum Beispiel relevante Literatur; Orlis ist für die dem Difu angeschlossenen Kommunen, sog. Zuwenderstädte, kostenfrei im Internet verfügbar.
In mehreren Veröffentlichungsreihen und Zeitschriften werden die Ergebnisse vorwiegend der eigenen Forschungsvorhaben (manchmal auch externer Autoren) herausgegeben:
- Zeitschriften
  - vierteljährlich die Difu-Berichte[3] (2023 im 49. Jahrgang). Diese erscheinen auch online.[4][5]
  - Moderne Stadtgeschichte – MSG (Fachzeitschrift erscheint zweimal jährlich in deutscher Sprache)
- Schriftenreihen
  - Edition Difu – Stadt Forschung Praxis (früher: „Difu-Beiträge zur Stadtforschung“ sowie „Schriften des Deutschen Instituts für Urbanistik“)
  - Difu-Impulse (früher: „Materialien“ sowie „Umweltberatung für Kommunen“)
  - Difu-Arbeitshilfen (praxisorientierte Handreichungen, u. a. mit Checklisten, Übersichten)
  - Difu-Papers (früher: „Aktuelle Information“, „Occasional Papers“)
  - Sonderveröffentlichungen (häufig Einzelveröffentlichungen größerer Forschungsprojekte, die auch online zur Verfügung stehen)

## Institutsleiter
- 1973 bis 1978: Wolfgang Haus
- 1978 bis 1981: Erika Spiegel
- 1981 bis 1992: Dieter Sauberzweig
- 1992 bis 2006: Heinrich Mäding
- 2006 bis 2013: Klaus J. Beckmann
- 2013 bis 2018: Martin zur Nedden
- seit August 2018: Carsten Kühl

## Projektbeispiele
Das Difu bearbeitet Projekte für verschiedene Auftraggeber sowie aus Eigenmitteln. Im Vordergrund steht bei allen Projekten die Praxisorientierung.
Das beim Difu angesiedelte Service- und Kompetenzzentrum: Kommunaler Klimaschutz (kurz SK:KK genannt) steht den deutschen Kommunen bei Fragen rund um den Klimaschutz zur Seite. Die Beratungseinrichtung wurde beim Difu 2012 angesiedelt und setzt das dort seit 2008 bestehende Angebot der Servicestelle: Kommunaler Klimaschutz erweitert fort. Angeboten bzw. durchgeführt werden unter anderem:
- Beratungen zum Förderprogramm für Kommunen im Rahmen der Kommunalrichtlinie (Richtlinie zur Förderung von Klimaschutzprojekten in sozialen, kulturellen und öffentlichen Einrichtungen im Rahmen der Nationalen Klimaschutzinitiative) des Bundesministeriums für Umwelt, Naturschutz, Bau und Reaktorsicherheit (BMUB) sowie Initialberatungen zu weiteren Förderprogrammen (z. B. der Bundesländer)
- Fach-, Fortbildungs- und Vernetzungsveranstaltungen
- Einen jährlich stattfindenden Wettbewerb Kommunaler Klimaschutz mit Preisgeldern zwischen 40.000 und 20.000 Euro
- Fachveröffentlichungen und Veröffentlichung von Praxisbeispielen zum kommunalen Klimaschutz

Das Difu ist ebenfalls Betreiber der Fahrradakademie.
Seit 2012 agiert das Difu bei der Organisation und Durchführung des Forums deutscher Wirtschaftsförderer in Berlin als Kooperationspartner des Deutschen Städtetags, des Deutschen Verbands der Wirtschaftsförderungs- und Entwicklungsgesellschaften, des Deutschen Städte- und Gemeindebunds und des Deutschen Landkreistags.